# Wolica Morozowicka
Wolica Morozowicka (ukr. Волиця-Морозовицька) – wieś na Ukrainie w rejonie włodzimierskim obwodu wołyńskiego.

## Historia
Pod koniec XIX w. kolonia i folwark w gminie Grzybowica (Hrybowica), w powiecie włodzimierskim.
Do 2020 w rejonie iwanickim.